# Olly Hartley
Pour les articles homonymes, voir Hartley.
Pas d'image ? Cliquez ici

a Compétitions nationales et continentales officielles uniquement.

b Matchs officiels uniquement.
Dernière mise à jour le 29 décembre 2024.
Olly Hartley, né le 19 février 2002 à Coventry (Angleterre), est un joueur anglais de rugby à XV jouant au poste de centre avec les Saracens.

## Biographie
Hartley commence à jouer au rugby à XV à l'âge de cinq ans, suivant les traces de son père Gary - également joueur de rugby à XV - lorsqu'il rejoint le Hammersmith & Fulham RFC. Il poursuit son apprentissage du rugby en fréquentant la Whitgift School de Croydon, avant de rejoindre le centre de formation des Wasps à l'adolescence.
Il manque le Tournoi des Six Nations des moins de 20 ans 2020 à cause d'une blessure à la cheville.
Durant la saison 2021-2022, il fait ses débuts professionnels avec les Wasps en 2021 à l'âge de 19 ans contre les Newcastle Falcons en Coupe d'Angleterre. Il passe cependant la majorité de sa première saison en prêt au Ampthill RUFC. En fin de saison, il signe un contrat long terme avec les Wasps.
En début de saison 2022-2023, à la suite du redressement judiciaire de son club, son contrat se termine. Un mois après, il s'engage avec les Saracens. Il joue son premier match avec sa nouvelle équipe en février 2023 contre les Newcastle Falcons.
Il est intégré pleinement à sa nouvelle équipe pendant la saison 2023-2024 et continue aussi de jouer en prêt au Ampthill RUFC, en deuxième division. Au mois de février 2024, il prend part à un match avec l'Angleterre A (équipe d'Angleterre réserve) remporté 91 à 5 contre le Portugal. Après 20 matchs joués avec les Saracens, il se blesse au genou en fin de saison lors d'un match contre Gloucester Rugby.
Il fait son retour à la compétition en milieu de saison 2024-2025.